# Левище
Лѐвище е село в Западна България, разположено на левия бряг на река Искър. Намира се в община Своге, на 27 километра от Своге и на около 40 километра от Мездра. Къщите са съсредоточени около едноименната железопътна спирка, която е част от линията София – Варна.

## История
За възникването на Левище не се знае почти нищо. При изследването на района през 1940 година Любомир Динев твърди, че преди векове на мястото между село Левище и махала Гръцка лъка на Габровница е било разположено едно от три села, които впоследствие се обединяват и създават Лакатник. Първоначално Левище е било махала именно на Лакатник, като разрастването ѝ, както това на много селища в района на река Искър, най-вероятно се дължи на прокарването на ж.п. линията.
В края на 1955 година Габровница се отделя от Лакатник и става самостоятелно село, в чийто състав влиза и махала Левище. Близо 30 години по-късно, през октомври 1982 година, общинският съвет на Своге гласува решение за обособяването на махала Левище като самостоятелно селище. Основната посочена причина за решението, е че наличието на ж.п. гара, както и липсата на каквато и да е връзка с отстоящето на близо 3 км. Габровница, е обособило махалата като самостоятелно село. Решението на съвета става реалност на 4 април 1986 година, когато с указ номер 970 на Държавния съвет Левище се отделя от Габровница, като въпреки това остава административно в габровнишкото землище.

## География
Основната част от селото - тази в района на гарата - е разположена на надморска височина 350 метра, непосредствено до река Искър. Районът е почти изцяло горист, докато над най-високо разположените къщи има планиниски пасища.

## Население
През 1982 година в доклад на общинския съвет на Своге е споменато, че в Левище има близо 40 къщи и 98 жители. При преброяването през 1992 година – първото след отделянето от Габровница – са регистрирани 45 жители. При следващите две преброявания – тези от 2001 и 2011 населението на Левище е отбелязано като 26 души. При преброяването от 2021 година в Левище са преброени 4 жители.

## Транспорт
Левище се обслужва от едноименната железопътна спирка, която в миналото е имала статут на гара. 

## Администрация
Село Левище административно се обслужва от кмета на Габровница. Самото село се намира на границата между Свогенската и Врачанската общини, а също и на границата между Софийска област и Врачанска област.

## Забележителности
Точно срещу селото, от другата страна на Искъра, се намира комплексът „Дядо Йоцо гледа“, където е изграден и паметник на дядо Йоцо.

## Галерия
- Къщи в централната част
- Сградата на бившата гара